# Thana Devli
Thana Devli o Amarnagar fou un principat de l'Índia de tercera classe i sense dret a salutació, que ocupava una superfície de 303 km² i tenia una població d'11.436 habitants (1921) repartits entre 21 pobles; estava a la península de Kathiawar a la presidència de Bombai. La nissaga Jaitani que governava era una branca dels Wala o Vala fundada per Jaita Naja pare de Bhoka Jaita i de Jetha Jaita i origen dels talukdars de Sanala, Chital, Mendarda i Luni. El 1931 consta amb 16.005 habitants.
La nissaga té principi en Vala Laxman Meram, al que va seguir el seu fill Valoji Bhoka i a aquest el seu fill Harsur Valoji; aquest va tenir com a successor a Meram Harsur. Vala Laxman Meram va governar del 1883 al 1922 succeint a Meran Harsur i com que no va tenir descendents mascles va adoptar a un parent, Amra Kala Vala, talukdar de Luni, que va agafar el nom de Vala Amra Laxman; la taluka de Luni es va unir a la de Thana Devli. L'estat va existir fins al 1948.